# Nikołaj Mierieniszczew
Nikołaj Władimirowicz Mierieniszczew (ros. Николай Владимирович Меренищев, ur. 6 grudnia 1919, zm. 2010) – radziecki działacz partyjny.

## Życiorys
Urodzony w rodzinie Rosyjskiej, 1944 ukończył Leningradzki Instytut Politechniczny, po czym w latach 1944-1956 był funkcjonariuszem komsomolskim, a w 1945 został członkiem WKP(b). Od 1956 funkcjonariusz partyjny, 1966-1972 sekretarz, a 1972-1973 II sekretarz Komitetu Miejskiego KPZR w Leningradzie. Od 19 grudnia 1973 do 14 sierpnia 1984 II sekretarz KC Komunistycznej Partii Mołdawii (wybrany na IX Plenum KC KPM), jednocześnie od 5 marca 1976 do 25 lutego 1986 zastępca członka KC KPZR, 1984-1989 członek Komisji Kontroli Partyjnej przy KC KPZR, następnie na emeryturze. Deputowany do Rady Najwyższej ZSRR od 9 do 11 kadencji.